# Styela montereyensis
Styela montereyensis is een zakpijpensoort uit de familie van de Styelidae. De soort werd voor het eerst beschreven door de Amerikaanse malacoloog William Healey Dall in 1871 als Cynthia montereyensis, en later (1889) door Jesse Walter Fewkes als Clavelinopsis rubra. William E. Ritter plaatste het in 1893 in het geslacht Styela.

## Beschrijving
Styela montereyensis is geel tot donker roodbruin van kleur. Het is een solitaire soort, die vaak in losse groepen bijelkaar leeft. Het groeit normaal gesproken uit tot ongeveer 8-15 cm op blootgestelde plaatsen. In de meer zeldzame, rustige leefgebieden kan hij echter wel zo'n 25 cm worden. Het lichaam van S. montereyensis is langwerpig en cilindrisch en is bevestigd aan een dunnere steel die ongeveer even lang is als het lichaam. De sifons bevinden zich dicht bij elkaar aan het distale uiteinde, met de orale sifon naar de zijkant of naar beneden gericht. De atriale sifon wijst recht naar boven. Het heeft een leerachtige mantel met opvallende groeven in de lengte en ribbels die zich over de hele lengte van het lichaam uitstrekken.
Deze soort wordt vaak vervuild met vreemde stoffen en kleine organismen zoals algen en hydroïdpoliepen wanneer ze voorkomen in havens, maar blijft schoon in door golven geteisterde leefgebieden. Het voedingsmechanisme van S. montereyensis gebruikt de kracht die wordt gegenereerd door onderwaterstroom om water door een voedingsapparaat te duwen. Door de flexibele stengel kan het organisme passief zijn positie aanpassen en de oriëntatie van de sifons optimaliseren door de stroming, waardoor foerageren een relatief energiezuinige activiteit is.

## Verspreiding en leefgebied
Deze soort komt voor aan de westkust van Noord-Amerika, van Vancouvereiland en Hope-eiland in het noorden tot Neder-Californië in het zuiden. Styela montereyensis leeft in de lage intergetijdengebied tot een diepte van ongeveer 30 meter. Het is een vrij algemene soort binnen zijn verspreidingsgebied, en kan worden gevonden op stevige ondergronden zoals rotsen, palen, steigers en op subtidale riffen in wateren variërend van kalm tot extreem ruw.